# 자바르

자바르의 위치

자바르(몰타어: Żabbar)는 몰타 남동부에 위치한 도시로 면적은 5.3km2, 인구는 15,002명(2011년 3월 기준), 인구 밀도는 2,800명/km2이다.

시기
시 문장